# Guia d'ones ranurada

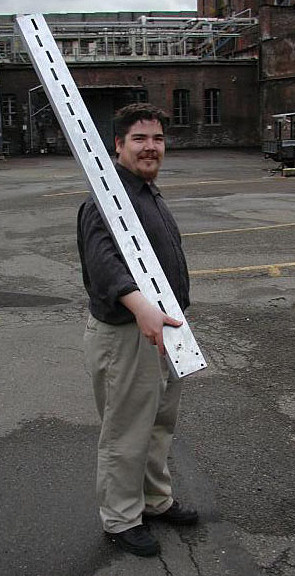
Guia d'on aranurada per 2,4 GHz

Una guia d'ona ranurada és una guia d'ona que s'empra com antena per a aplicacions de radar en freqüències de microones. Abans que s'introduís a radars superficials de cerca, aquests sistemes empraven reflectors parabòlics.
A efectes comparatius: en una antena parabòlica al final de la guia d'ona hi ha un alimentador (generalment una simple botzina). Aquest alimentador (feedhorn en anglès) dirigeix un feix cònic d'energia cap al reflector. En reflectir-se en ell, aquest raig s'estreteix ("feix col·limat"). Al seu torn, l'energia de l'entorn segueix el camí oposat i és enfocada pel reflector cap al feedhorn. El reflector ha de tenir unes proporcions en funció de la longitud d'ona de l'aplicació.
Una guia d'ona ranurada no té cap reflector, sinó que emet directament a través de les ranures. L'espaiat entre aquestes és crític i ha de ser múltiple de la longitud d'ona que s'està utilitzant per transmetre/rebre. L'efecte d'aquesta geometria és la formació d'una antena d'alt guany, altament direccional en el pla de l'antena. Sens dubte una guia d'ona ranurada no és igual d'efectiva que un reflector parabòlic, i no té resolució en el pla vertical, però és més resistent i menys costosa de construir. El problema de la resolució vertical es pot resoldre afegint una lent de microones a la sortida. Igual que la guia d'ona ranurada en si, la lent és econòmica en comparació amb un reflector parabòlic.
Normalment una guia d'ona ranurada està recoberta d'un material transparent a les microones, que fa que no es puguin veure les ranures a ull nu. Tot i això, és fàcilment distingible per la seva forma plana o tubular. La guia ranurada de la dreta funciona a 2,4 GHz per a una longitud d'ona de 13 cm, una matriu de 16 ranures pot mesurar dos metres de longitud i tenir un guany d'uns 12dB a 14 dB.
Entre els entorns d'aplicació d'aquests dispositius figuren els radars dels aeroports i els sistemes que permeten que els trens s'aturin en el moment adequat a les estacions amb mampara de seguretat.